# Ведано Олона
Веда̀но Оло̀на (на италиански: Vedano Olona; на ломбардски: Vedàn, Ведан) е градче и община в Северна Италия, провинция Варезе, регион Ломбардия. Разположено е на 360 m надморска височина. Населението на общината е 7413 души (към 2018 г.).